# Gilles Cagnard
Gilles Cagnard est un musicien, compositeur et chef d'orchestre français, né le 16 janvier 1946 à Amiens (Somme) et mort le 20 décembre 2005 à Dreux (Eure-et-Loir).

## Biographie
Gilles Cagnard est né le 16 janvier 1946 à Amiens (Somme). Il débute dans cette ville ses études de musique (solfège, chant, clarinette, piano, histoire de la musique, harmonie et contrepoint) avec Charles Jay, alors directeur du conservatoire d'Amiens et Grand prix de Rome.
Après avoir obtenu son baccalauréat, Gilles Cagnard se consacre entièrement à la musique et entre au Conservatoire national supérieur de musique de Paris où il suit les cours de Norbert Dufourcq (histoire de la musique), Maurice Duruflé (harmonie), Jean-Claude Henry (contrepoint), Marcel Bitsch (fugue), Elsa Barraine (analyse) et Tony Aubin (composition). Il y obtient les plus hautes récompenses. En parallèle, il étudie la direction d'orchestre avec Louis Fourestier et Jean-Sébastien Béreau.
En 1972, après avoir obtenu le Certificat d'aptitude aux fonctions de directeur d'écoles de musiques contrôlées par l'État, il est nommé à la tête de l'École nationale de musique de Pau où il exerce en même temps la fonction de directeur, de chef d'orchestre et de compositeur. Il exerce les mêmes fonctions à Saint-Étienne de 1981 à 1986, puis est nommé à cette date à l'École nationale de musique Claude Debussy de Saint-Germain-en-Laye.
Gilles Cagnard écrit pour la voix, pour instruments seuls, des pièces de musique de chambre ainsi que pour orchestre symphonique et pour orchestre d'harmonie. Certaines partitions sont publiées par les éditions Leduc, Henry Lemoine, Combre et Harposphère. Il dirige par ailleurs de nombreux concerts en France et à l'international, abordant un vaste répertoire du baroque à la musique contemporaine.
Parmi ses dernières compositions, on trouve, sur des textes de Paul de Brancion, les Poétiques instrumentales pour saxophone, flûte et voix, Le Marcheur de l'Oubli pour ensemble instrumental et voix, et la musique de scène d'Antigone de Sophocle pour voix de baryton et quatuor de saxophones.
Il meurt brusquement le 20 décembre 2005 à Dreux (Eure-et-Loir).